# Appartamenti Elan
Gli Appartamenti Elan (in inglese: Elan Apartments) sono un grattacielo di Sydney in Australia.

## Storia
I lavori di costruzione della torre, progettata dallo studio di architettura australiano Nettleton Tribe, iniziarono nel 1995 e vennero completati nel 1997.

## Descrizione
L'edificio sorge nel quartiere di Darlinghurst nel centro di Sydney e presenta un'altezza di 139 metri per 38 piani. La torre è a destinazione residenziale.